# 2,4'-ジヒドロキシアセトフェノンジオキシゲナーゼ
2,4'-ジヒドロキシアセトフェノンジオキシゲナーゼ（2,4'-dihydroxyacetophenone dioxygenase）は、ビスフェノールA分解酵素の一つで、次の化学反応を触媒する酸化還元酵素である。
2,4'-ジヒドロキシアセトフェノン + O2 {\displaystyle \rightleftharpoons } 4-ヒドロキシ安息香酸 + ギ酸
反応式の通り、この酵素の基質は2,4'-ジヒドロキシアセトフェノンとO2、生成物は4-ヒドロキシ安息香酸とギ酸である。
組織名は2,4'-dihydroxyacetophenone oxidoreductase (C-C-bond-cleaving)で、別名に(4-hydroxybenzoyl)methanol oxygenaseがある。